# Лиман Франк Баум
Лиман Франк Баум (на английски: Lyman Frank Baum) е американски писател, създател на едно от най-обичаните класически произведения на детската литература, „Вълшебникът от Оз“.

## Биография и творчество
Роден е на 15 май 1856 г. в Читънанго, Ню Йорк. Започва кариерата си като журналист, първоначално в Абърдийн, Южна Дакота, а след това в Чикаго, Илинойс. Първата му книга, Father Goose (1899), е комерсиално успешна, а на следващата година той пише Вълшебникът от Оз. През 1902 г. се провежда сценична адаптация към книгата в Чикаго. Филмовата ѝ версия от 1939 г. се превръща в класика и достига децата на по-късните поколения чрез честите ѝ показвания по телевизията.
Баум пише още 13 книги за Оз, а поредицата е продължена от другиго дори след смъртта му. Използвайки както собственото си име, така и псевдоними, Баум пише 60 книги, като повечето от тях са детски и стават популярни за своето време.
Умира в Холивуд, Калифорния на 6 май 1919 година.